# Stazione Leopolda (Firenze)
La stazione Leopolda è stata la prima stazione ferroviaria costruita a Firenze (la seconda a entrare in servizio dopo la stazione di Firenze Santa Maria Novella) ed oggi è adibita a sede per meeting, congressi e varie manifestazioni. Si trova in viale Fratelli Rosselli accanto alla dismessa ad oggi stazione Firenze Porta Al Prato.

## Storia

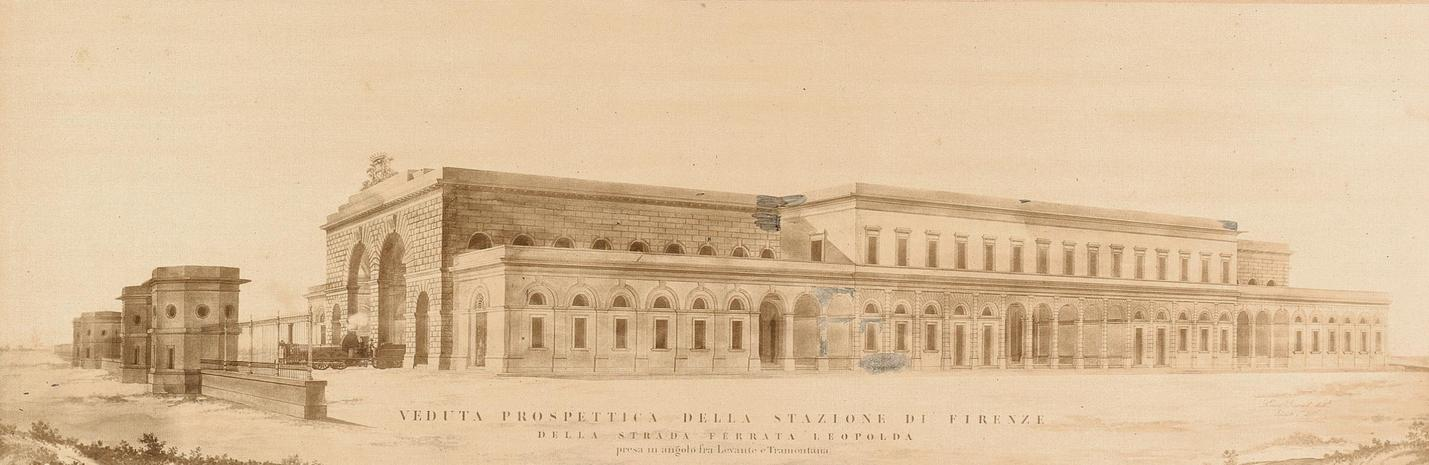
La stazione Leopolda in una stampa ottocentesca

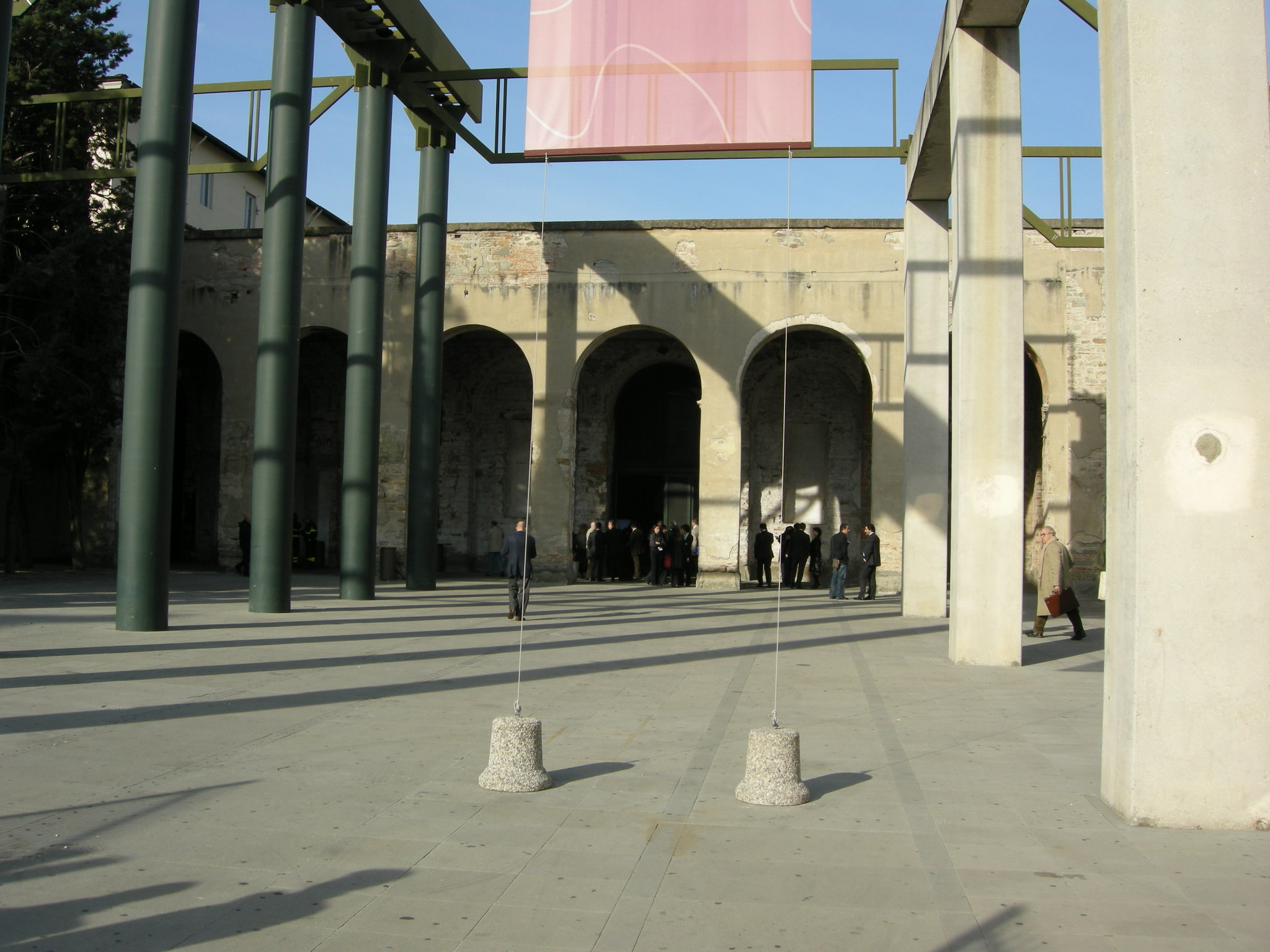
Ingresso

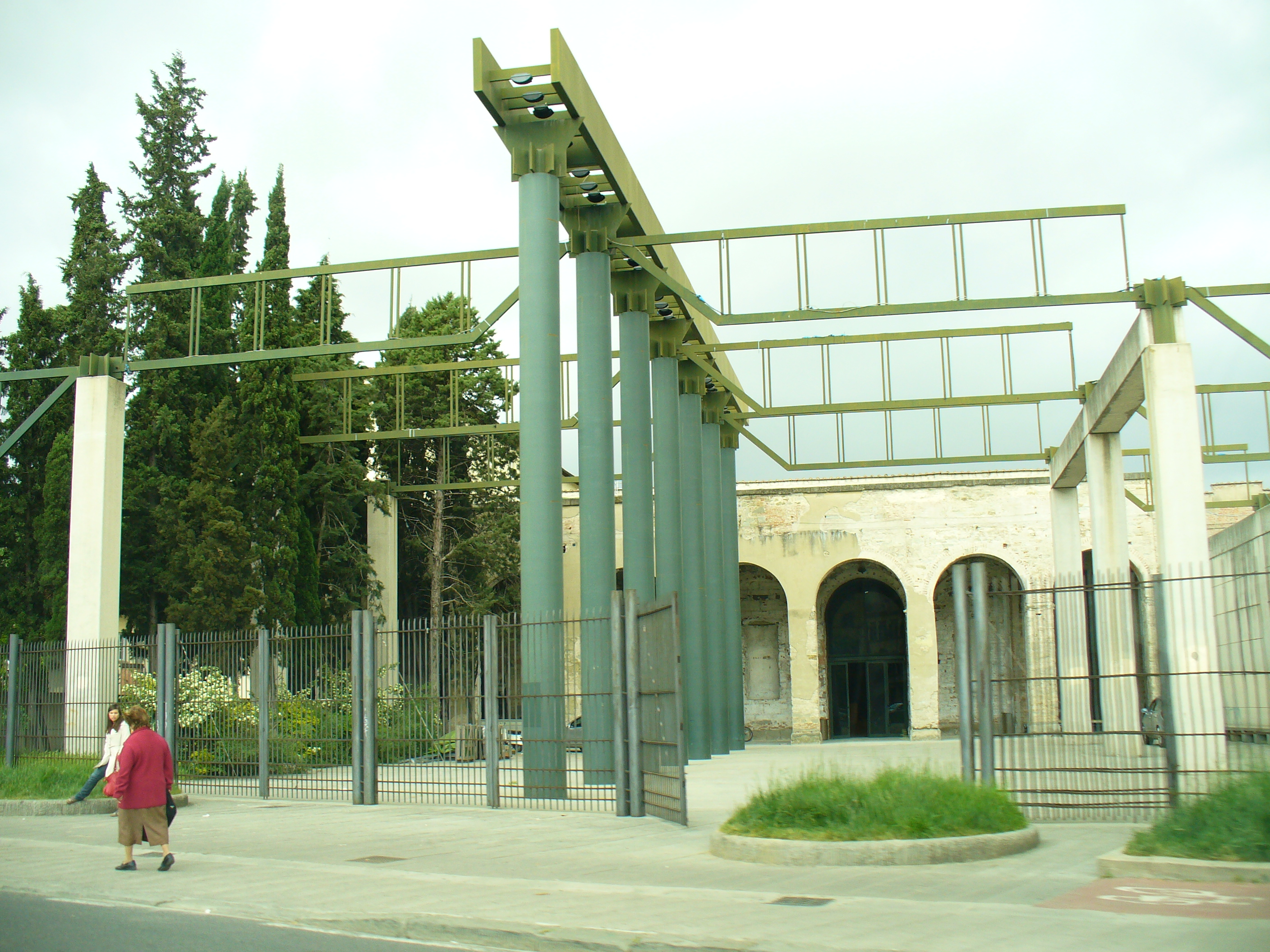
Stazione Leopolda

Dopo l'ottenimento della concessione governativa nel 1837, nel 1841 iniziarono i lavori per collegare Firenze con una ferrovia verso Livorno (quando era già attiva la linea Livorno - Pisa, la prima della Toscana). A Firenze fu prevista una stazione a capolinea, per la quale il Granduca Leopoldo II incaricò l'architetto Enrico Presenti, da ubicarsi in uno spiazzo appena fuori delle mura, vicino a Porta al Prato.
I lavori procedettero un po' a rilento, e quando, il 12 giugno 1848, venne inaugurata, si era già iniziato a costruire una seconda stazione per la linea verso Pistoia e Lucca, più centrale, nelle vicinanze della Basilica di Santa Maria Novella, che venne dedicata alla moglie del Granduca Maria Antonia di Borbone-Due Sicilie: la futura Firenze Santa Maria Novella. Il 3 febbraio 1848 la Stazione Maria Antonia veniva inaugurata, mentre per la Stazione Leopolda (dedicata al Granduca) si dovette aspettare fino al 12 giugno dello stesso anno.
Il grande corpo dello scalo era progettato su tre grandi vani, uno centrale per i binari e gli arrivi/partenze e due laterali per i servizi, decorati in stile neoclassico.
Con il tempo, però, la stazione più centrale vedeva un crescere continuo di passeggeri e si decise di dirottarvi tutte le linee regionali e nazionali, prima della chiusura della stazione Leopolda, avvenuta già nel 1860.
Iniziò così la questione di come riutilizzare l'edificio. Nel 1861 i locali vennero riadattati da Giuseppe Martelli al fine di ospitarvi la prima Esposizione Nazionale; ad essa, inaugurata dal re Vittorio Emanuele II, parteciparono più di seimila espositori nei più disparati campi delle arti, delle scienze e delle industrie italiane; essa fu visitata da circa trentamila persone. Questa fu una delle prime occasione nelle quali vennero esposti quadri della nascente scuola dei macchiaioli. Il risultato, però, tutto sommato deludente per gli organizzatori (i paganti furono alla fine solo tremila circa), portò a non ripetere l'esperienza.
Durante il periodo di Firenze Capitale (1865-1871) vi fu ospitata la Direzione generale delle gabelle e della dogana, dopo una ristrutturazione architettonica a cura dell'architetto Marco Treves, che sopraelevò i corpi laterali, li suddivise e ricavò altre stanze per gli uffici, creando un mezzanino.
Oltre agli uffici, la stazione ospitò anche un'officina per la manutenzione dei treni, usando in piccola parte i vecchi binari ferroviari. Più tardi, dal 1905 l'officina venne potenziata, usando gli spazi lasciati vuoti dagli uffici già trasferiti a Roma.
Durante la prima guerra mondiale, poi, vi venne creato un laboratorio di industria pesante per la produzione di proiettili. Nel successivo conflitto, invece, gli stabilimenti si dedicarono esclusivamente alla riparazione del materiale rotabile. Durante l'occupazione nazista gli operai appartenenti ai movimenti della Resistenza compirono sabotaggi e imboscamenti di materie prime, almeno fino al bombardamento del 2 maggio 1944, che fece chiudere le officine.
Dal dopoguerra l'edificio ha subito altre modifiche e sottrazioni, che ci hanno consegnato sostanzialmente un grande locale al centro dell'edificio, usato fino al 1993 come deposito ferroviario, prima di avviare un processo di recupero dei locali superstiti della stazione, da usare come spazio polivalente, a partire da un'intuizione di Mario Mariotti, che la usò per la prima volta con l'iniziativa del "Muro d'Artista".

## Struttura polivalente
Oggi è uno degli spazi più duttili della città, gestito da Stazione Leopolda S.r.l. (una società di Pitti Immagine), con il grande vano dell'ex officina usato di volta in volta per manifestazioni e eventi diversi, dalla musica alla moda, dalle fiere mercato alla discoteca.
La sua valorizzazione come spazio teatrale è legata alle iniziative di "Fabbrica Europa", ideata all'inizio degli anni '90 da Progetti Toscani Associati, che qui ha richiamato artisti internazionali per eventi di danza, musica, teatro, arti visive, incontri, laboratori e produzioni indipendenti. Si tratta di uno spazio che, per le sue caratteristiche, sembra votato ad accogliere programmi interdisciplinari ed eventi significativi della contemporaneità, oltrepassando sia le frontiere di genere tra le diverse discipline, sia le frontiere geografiche tra le diverse culture.
Il festival "Fabbrica Europa" è diventato un evento cittadino, nazionale e internazionale di primo piano e si tiene ogni anno a maggio.
A partire dal 2010 la Leopolda è la sede in cui ogni anno, in autunno, avvengono i convegni politici tematici ideati e lanciati dall'allora sindaco di Firenze Matteo Renzi, che prendono il nome dalla struttura stessa.

## Ex stazione di Firenze Porta al Prato
Dall'8 dicembre 2008 al 12 settembre 2022 due binari della vecchia stazione Leopolda sono riutilizzati per la nuova stazione di testa di Firenze Porta al Prato, che serviva per il collegamento da Firenze a Empoli.

## Interscambi
Dal 2010, di fronte alla facciata della stazione, vi è la fermata Porta al Prato-Leopolda della tranvia T1 Firenze-Scandicci.
Nel 2024 inizia la costruzione della nuova linea Firenze-Campi Bisenzio che avrà capolinea sulla sede precedentemente occupata dai binari della stazione di Firenze Porta al Prato, a fianco del corpo principale della Leopolda.